# Бьяджетти, Бьяджо
Бья́джо Бьядже́тти (итал. Biagio Biagetti; 21 июля 1877, Порто-Реканати — 2 апреля 1948, Мачерата) — итальянский художник и реставратор, работавший главным образом в жанре религиозной живописи.

## Биография
Бьяджо Бьяджетти родился в Порто-Реканати 21 июля 1877 года. Обучался у Людвига Зайтца.
В 1921 году папа Бенедикт XV назначил Бьяджетти художественным руководителем Галереи живописи и Апостольских дворцов, и эту должность он сохранил и при папстве Пия XII. Был директором ватиканского музея. Он работал над реставрациями различных работ художников прошлого, в том числе фресок. Также работал над новыми мозаиками. Был членом Академии Святого Луки в Риме. Он вышел на пенсию в Реканати, в 1945 году его назначили для помощи с послевоенной реконструкцией. Он также восстановил старую Академию поэзии «Дисугуали», основанную Мональдо Леопарди. Он расписал одну из часовен в Сан-Бьяджо, Полленца. Картины и росписи авторства Бьяджо Бьяджетти можно увидеть в Лорето, Мачерате, Йези, Монтелупоне, Порто-Реканати, Падуе, Тревизо, Парме, Удине, Лендинаре и Риме.
Умер в Мачерате 2 апреля 1948 года.

## Примеры работ

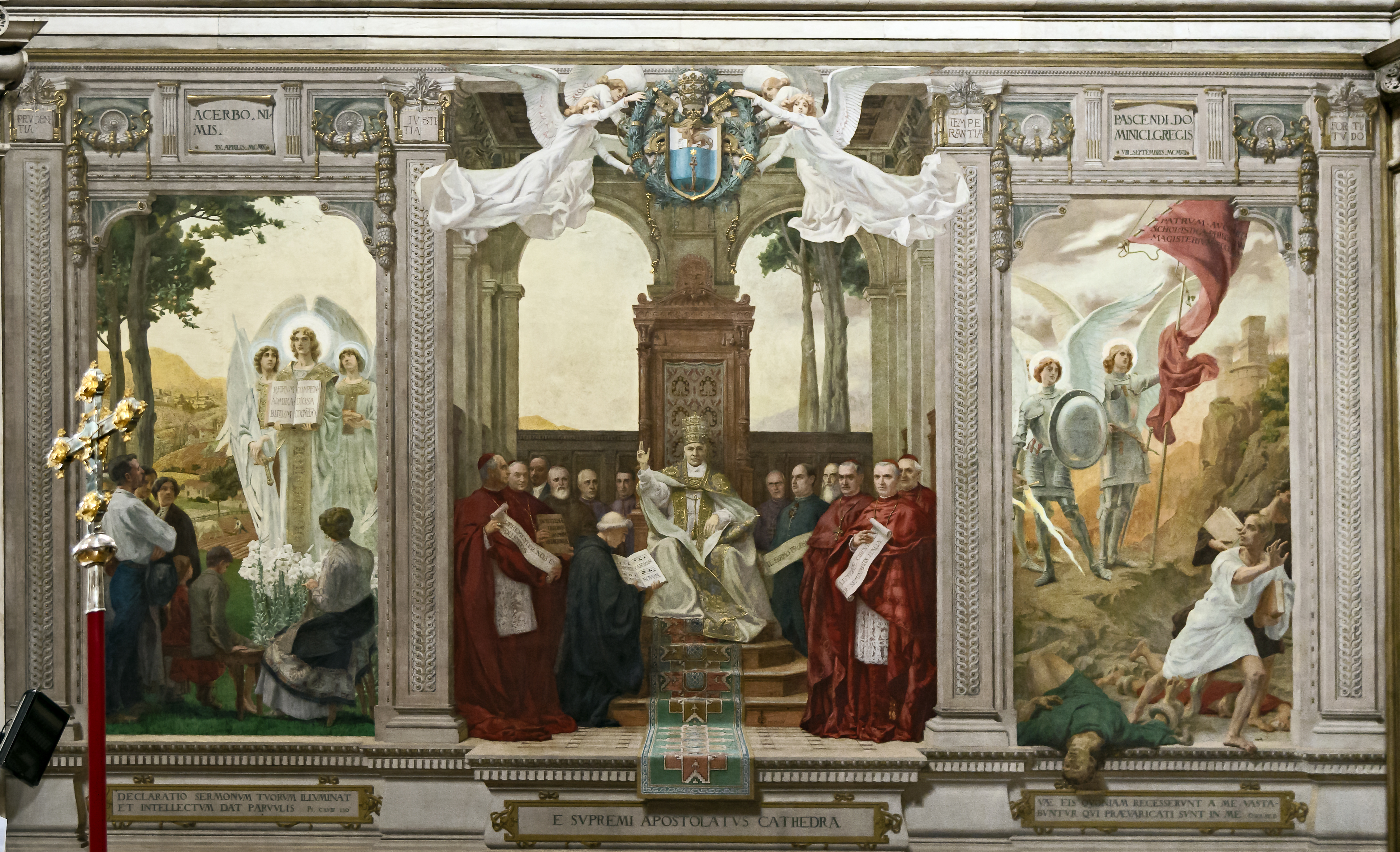
«Апофеоз Пия Х» в Дуомо де Тревизо
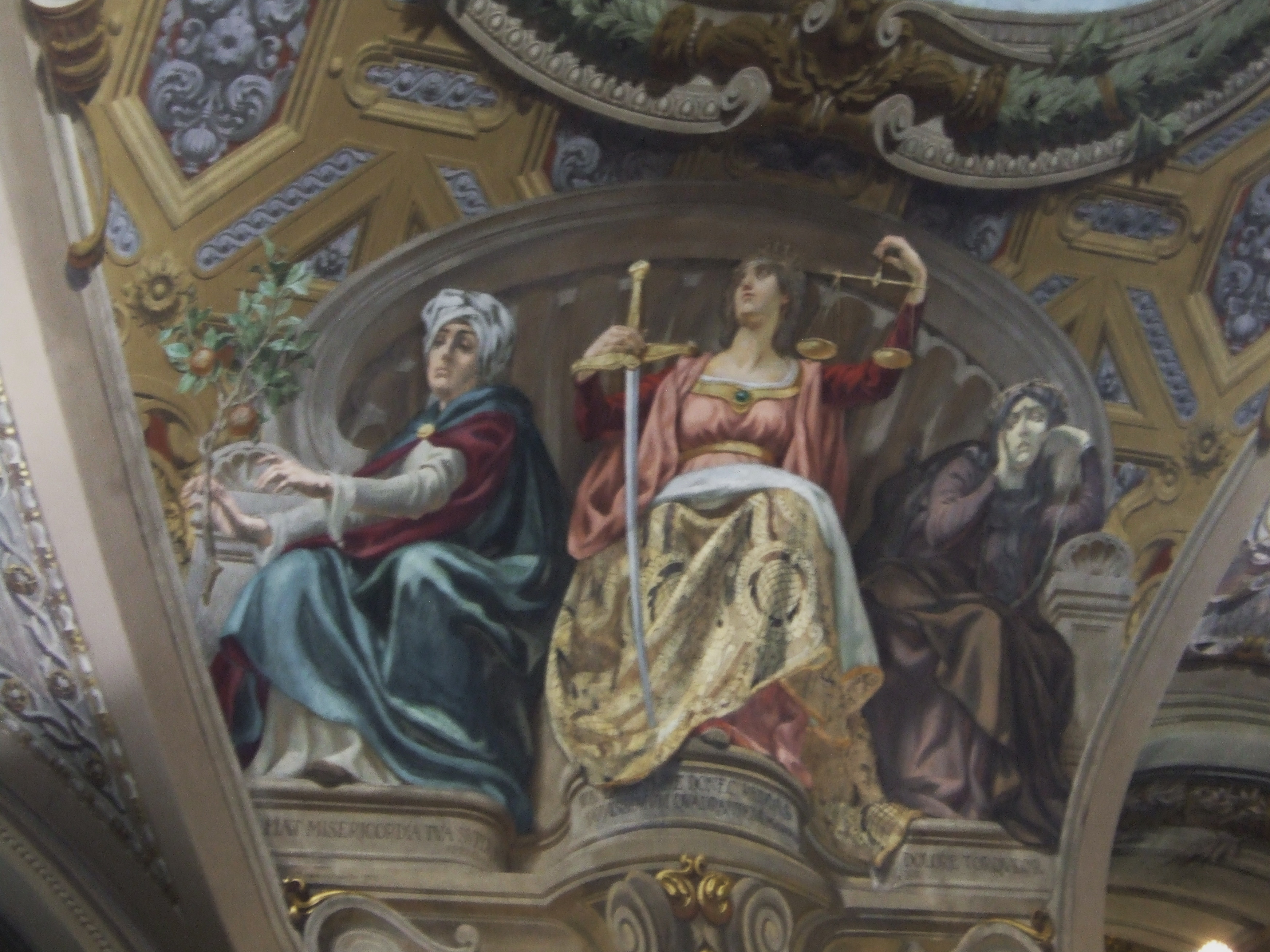